# Eric Djemba-Djemba
Eric Daniel Djemba-Djemba (ur. 4 maja 1981 w Duali) – kameruński piłkarz, występujący na pozycji pomocnika.

## Kariera klubowa
Jego przygoda z piłką zaczęła się od rozgrywek międzydzielnicowych. Grał w ekipie MiniPrix, a nazwa wzięła się od butiku jego starszej siostry. Później trafił do centrum szkolenia „Rail”, a następnie do „Brasseries du Cameroun” (co po polsku znaczy Piwiarnia Kamerunu). Eric rozwijał się pod okiem innego reprezentanta Kamerunu, Bonaventure Djonkepa.
Djemba-Djemba to wychowanek szkółki piłkarskiej FC Nantes. Już w sezonie 1999/2000 był w kadrze tego klubu, jednak debiutował dopiero w roku 2001, w meczu z Lyonem, przegranym u siebie 1:4. W 3 kolejce Ligue 1 (2002/2003) zdobył swojego pierwszego gola. Nantes grało wyjazdowy mecz z FC Sochaux-Montbéliard, a Kameruńczyk wpisał się na listę strzelców, dając „Kanarkom” prowadzenie 2:1. Mimo to Nantes przegrało 2:4, a Djemba-Djemba po niezłym debiucie został zmieniony w 88 minucie. Łącznie w Ligue 1 rozegrał 28 meczów, strzelając jedną bramkę. Później przeniósł się do Manchesteru United w celu zastąpienia Roya Keane’a. Z „Czerwonymi Diabłami” zdobył mistrzostwo Anglii oraz walczył w Lidze Mistrzów. W Premiership debiutował podczas meczu pierwszej kolejki z Boltonem. W Manchesterze grał przez dwa sezony, a działacze uznali, że piłkarz nie spełnia oczekiwań i w przerwie zimowej sezonu 2004/2005 musiał sobie szukać nowego pracodawcy. Za £1,500,000 trafił do innego klubu występującego w Premiership, Aston Villi. Czas spędzony w klubie z Villa Park był dla Kameruńczyka stracony, głównie na skutek kontuzji. W sezonie 2006/2007 Djemba-Djemba przeniósł się do Burnley F.C., gdzie grał zaledwie jeden sezon. Następnie epizod w Qatar SC. Po czym kolejne cztery sezony spędził w Odense Boldklub. Po grze dla Odense Boldklub zagrał sezon w izraelskim klubie Hapoel Tel Awiw, a następnie był graczem Partizana Belgrad. Grał też w szkockim St. Mirren i indyjskim Chennaiyin. W 2015 został zawodnikiem indonezyjskiego klubu Persebaya Surabaya. Następnie grał we francuskim Voltigeurs Châteaubriant, szwajcarskim FUC Vallorbe / Ballaigues i rodzimym UMS de Loum.

## Kariera reprezentacyjna
W reprezentacji Kamerunu zadebiutował w 2002 roku, podczas towarzyskiego meczu z Tunezją, wygranego 1:0. Djemba-Djemba zdobył z Kamerunem I miejsce w Pucharze Narodów Afryki w 2002 roku, wygrywając 3:2 z Senegalem, po serii rzutów karnych. Wziął udział w Pucharze Konfederacji 2003, podczas którego „Nieposkromione Lwy” uległy w finale reprezentacji Francji {Thierry Henry}, 0:1, dopiero po dogrywce. Pojechał na Mistrzostwa Świata 2002, jednak cały turniej przesiedział na ławce rezerwowych. Łącznie w reprezentacji Kamerunu rozegrał 34 spotkania.
| Sezon     | Klub               | Kraj      | Flaga     | Rozgrywki                    | Mecze | Bramki |
| --------- | ------------------ | --------- | --------- | ---------------------------- | ----- | ------ |
| 1999/00   | FC Nantes          | Francja   | Francja   | Ligue 1                      | 0     | 0      |
| 2000/01   | FC Nantes          | Francja   | Francja   | Ligue 1                      | 0     | 0      |
| 2001/02   | FC Nantes          | Francja   | Francja   | Ligue 1                      | 14    | 0      |
| 2002/03   | FC Nantes          | Francja   | Francja   | Ligue 1                      | 28    | 1      |
| 2003/04   | Manchester United  | Anglia    | Anglia    | Premiership                  | 15    | 0      |
| 2004/05   | Manchester United  | Anglia    | Anglia    | Premiership                  | 5     | 0      |
| 2004/05   | Aston Villa        | Anglia    | Anglia    | Premiership                  | 6     | 0      |
| 2005/06   | Aston Villa        | Anglia    | Anglia    | Premiership                  | 3     | 0      |
| 2006/07   | Aston Villa        | Anglia    | Anglia    | Premiership                  | 1     | 0      |
| 2006/07   | Burnley F.C.       | Anglia    | Anglia    | Football League Championship | 15    | 0      |
| 2007/08   | Qatar SC           | Katar     | Katar     | Q-League                     | 26    | 3      |
| 2008/2009 | Odense Boldklub    | Dania     | Dania     | Superligaen                  | 30    | 2      |
| 2009/2010 | Odense Boldklub    | Dania     | Dania     | Superligaen                  | 19    | 0      |
| 2010/2011 | Odense Boldklub    | Dania     | Dania     | Superligaen                  | 26    | 0      |
| 2011/2012 | Odense Boldklub    | Dania     | Dania     | Superligaen                  | 27    | 1      |
| 2012/2013 | Hapoel Tel Awiw    | Izrael    | Izrael    | Ligat ha’Al                  | 28    | 0      |
| 2013/2014 | FK Partizan        | Serbia    | Serbia    | Super liga                   | 11    | 0      |
| 2013/2014 | St. Mirren FC      | Szkocja   | Szkocja   | Premier League               | 2     | 0      |
| 2014      | Chennaiyin FC      | Indie     | Indie     | Super League                 | 9     | 0      |
| 2015      | Persebaya Surabaya | Indonezja | Indonezja | Super League                 |       |        |